# Volo Aeroflot 5003 (1967)
Il volo Aeroflot 5003 era un volo cargo sovietico che si schiantò durante la salita il 14 gennaio 1967. L'Antonov An-12B stava volando tra Novosibirsk e Krasnojarsk in Russia con un equipaggio di sei persone quando precipitò al suolo. Stava trasportando dei componenti industriali da Mosca a Chabarovsk con diversi scali intermedi nel mezzo. Tuttavia, prese fuoco poco dopo il decollo provocando un incidente mortale. All'epoca, il volo 5003 era gestito dalla Polar Aviation Management operante sotto Aeroflot.

## Aereo ed equipaggio
Il velivolo coinvolto, un Antonov An-12B registrato CCCP-04343, entrò in servizio con Aeroflot nel 1959. Stava volando sotto la Polar Aviation Management di Aeroflot con un equipaggio di sei membri. L'aereo aveva accumulato quasi 4 400 ore di volo ed era dotato di quattro motori turboelica Ivchenko AI-20. I piloti erano Robert Fricevič Bernovskij e Viktor Andrekov, con Vladimir Izmailov Prokopevič che fungeva da operatore radio.

## L'incidente
Il volo 5003 decollò dall'aeroporto di Mosca-Sheremetyevo il 13 gennaio 1967 e proseguì verso est con destinazione finale Chabarovsk. Compì la sua prima tappa a Sverdlovsk (SVX) e poi volò in direzione di Novosibirsk (OVB). Con un carico di materiale industriale prefabbricato (cuscinetti, parti, cinghie, strumenti, plastica, smalti, ecc.), il volo 5003 decollò dalla pista 07 di Novosibirsk alle 06:33 KRAT del 14 gennaio 1967 e iniziò a dirigersi verso Irkutsk (IKT) per la terza tappa del viaggio. Le condizioni meteorologiche all'epoca erano scarse con soli quattro chilometri di visibilità accompagnati da neve, foschia e una bassa copertura di nuvole.
I controllori del traffico aereo persero immediatamente le comunicazioni con il volo 5003. L'aereo aveva raggiunto un'altitudine di appena duecento metri ed era in aria da meno di due minuti quando un incendio in volo costrinse i piloti a tentare un atterraggio di emergenza su un terreno innevato. Dei testimoni a terra ricordarono di aver visto l'aereo in fiamme e il fumo che ne usciva. Inclinato da una parte, l'ala sinistra dell'aereo colpì il suolo per prima, provocando un'esplosione che distrusse completamente il velivolo e uccise i sei membri dell'equipaggio. Il relitto fu ritrovato a sette chilometri dall'aeroporto.

## La causa
Gli investigatori conclusero che la causa dell'incidente fu un incendio in volo unito alle dure condizioni che resero difficile un atterraggio di emergenza. I corpi dell'equipaggio rimasero gravemente bruciati e il relitto era talmente danneggiato che non fu possibile determinare la causa esatta dell'incendio, sebbene gli investigatori ritennero che fosse stato innescato dal materiale infiammabile del carico, non dal carburante dell'aereo. Inoltre, gli investigatori scoprirono che i piloti non erano riusciti ad accendere il sistema antincendio dell'Antonov.